# 约翰·斯图亚特·库里

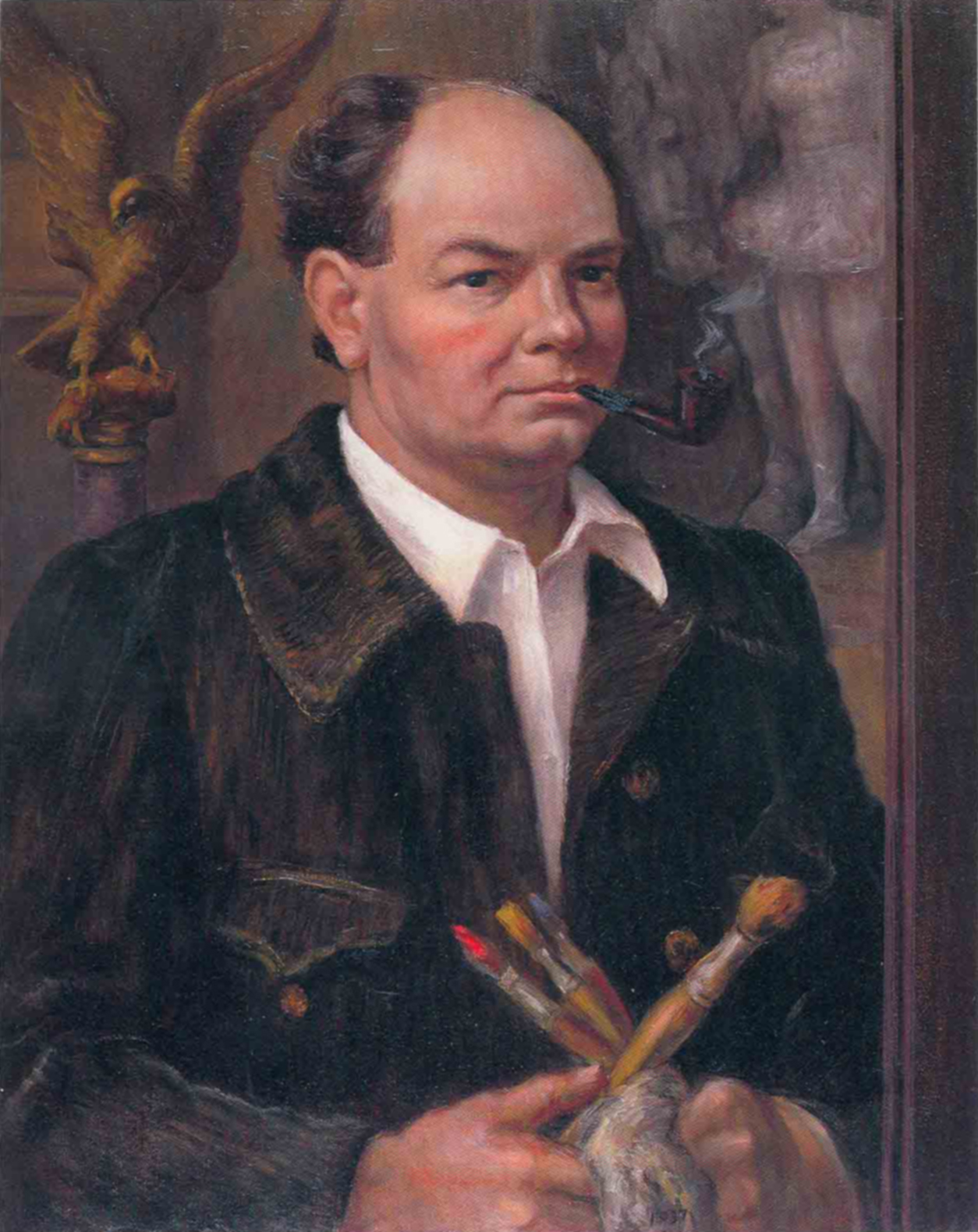
约翰·斯图亚特·库里

约翰·斯图亚特·库里 (John Steuart Curry，1897年11月14日 - 1946年8月29 日) 是一位美国画家，他的作品大多與堪薩斯州有關。不過他的作品并不受堪薩斯州人的欢迎，他们认为他經常畫一些堪萨斯州不好的東西。他最後因心脏病去世，享年48岁。